# Phoenicagrion ibseni
Phoenicagrion ibseni là một loài chuồn chuồn kim trong họ Coenagrionidae.
Phoenicagrion ibseni được miêu tả khoa học năm 2010 bởi Machado.